# BoxBoy!
BoxBoy! (яп. ハコボーイ) — компьютерная игра в жанре платформера и головоломки, разработанная японской компанией HAL Laboratory и изданная Nintendo для портативных консолей Nintendo 3DS. Игрок управляет квадратным персонажем Qbby, который может создавать цепочки из коробок. Коробки используются для преодоления различных препятствий. План по проекту BoxBoy! был намечен ещё в 2011 году японским разработчиком Ясухиро Мукаэ, хотя разработка игры до 2013 года не велась. Основная концепция игрового процесса оставалась неизменной на протяжении всей разработки, однако были внесены изменения в длину уровней и структуру игры. Каждый набор уровней был разработан с уклоном в определённый элемент игрового процесса с целью расширения глубины игры путём непрерывного введения нововведений. Игра была выпущена через магазин Nintendo eShop в Японии в январе 2015 года, а по всему миру игра вышла в апреле 2015 года.
BoxBoy! получила положительные отзывы от критиков. Рецензенты высоко оценили творческие головоломки и изобретательную механику использования коробок. Некоторые критики были приятно удивлены глубиной игры и согласились с тем, что игра стоит своих денег, однако простой художественный стиль игры разделил мнения критиков. В 2016 году было выпущено продолжение игры под названием BoxBoxBoy!, а в 2017 вышла ещё одна часть серии под названием Bye-Bye BoxBoy!.

## Геймплей
BoxBoy! — компьютерная игра в жанре платформера и головоломки, в которой игрок управляет квадратным персонажем по имени Qbby. Целью игрока является довести Qbby до конца уровня, перемещаясь по заполненными препятствиями этапам, которые входят в наборы этапов, называемые «мирами». Каждый мир сосредоточен на определённой механике геймплея. Например, один мир вводит этапы, которые содержат смертельные лазеры, а другой — краны для транспортировки персонажа. Основная механика игрового процесса — способность Qbby создавать коробки и использовать их для преодоления препятствий. Коробки создаются по одной штуке и могут объединяться друг с другом. Максимальное количество соединённых коробок зависит от каждого этапа. Qbby может бросать созданные им коробки, а затем может толкать их в разные стороны. Ящики можно использовать для преодоления различных препятствий, таких как ямы, создав мост из коробок, или для постройки лестниц для достижения высоких платформ. Кроме того, Qbby может передвигать цепочки коробок, прикреплённых к его телу. Затем он может использовать их как щит, чтобы блокировать опасности, вроде смертельных лазеров. Создание новой цепочки коробок приводит к исчезновению предыдущей. Если Qbby умрёт, то он возродится в ближайшей точке возрождения.
По завершении этапа игрока награждают медалями, которые можно потратить на музыку или костюмы для Qbby. Дополнительные медали можно заработать, собирая короны, найденные на каждом этапе, при этом не используя слишком большого количества коробок. Игра использует Nintendo 3DS Play Coin, которые можно потратить на запрос подсказок к решениям головоломок. BoxBoy! выполнена в чёрно-белом монохромном графическом стиле. Игра имеет минимальный сюжет, по ходу которого Qbby встречает двух дополнительных персонажей, Qucy и Qudy, после прохождения определённых игровых миров.

## Разработка и выпуск
BoxBoy! была разработана японской компанией по разработке игр HAL Laboratory. Это был небольшой экспериментальный проект студии, которая работала над Kirby: Triple Deluxe и Kirby and the Rainbow Curse. Планы на BoxBoy! появились ещё в июле 2011 года у Ясухиро Мукаэ, который позже стал руководителем разработки. До BoxBoy! Мукаэ никогда не разрабатывал и не руководил разработками, но его интерес к выполнению этой роли побудил его начать планировку проекта. Недостаток опыта вынудил Мукаэ начать разработку простой и компактной игры. Концепция BoxBoy! возникла, когда Мукаэ проводил мозговой штурм, пытаясь придумать идею для игры, которая имела бы простоту в геймплее и названии, вроде других игр, выпущенных на Nintendo и Game Boy. Идея заключалась в том, чтобы создать игру про персонажа, создающего и использующего коробки для преодоления препятствий и решения головоломок. Несколько сотрудников компании увидели потенциал в концепции Ясухиро и создали прототип игры, демонстрирующий её. Команда разработчиков провела около шести месяцев, экспериментируя с игровым дизайном. После завершения разработки Kirby: Triple Deluxe некоторые члены компании присоединились к созданию BoxBoy! и работа над проектом началась в полной мере. Через год полномерной разработки игра была готова.
Чтобы дать каждому миру тему, каждый из них был разработан с учётом конкретного элемента геймплея. Этот подход создал структуру, при которой игрок будет часто знакомиться с новыми механиками геймплея. Цель состояла в том, чтобы держать игру привлекательной и постоянно расширять глубину геймплея по мере прохождения игры. Первый этап каждого мира являлся простой головоломкой, которая учит игроков новому элементу геймплея. Изначально команда разработчиков создавала большие и длинные этапы, которые занимали довольно много времени, но тем не менее, позже они решили, что игроки должны быть в состоянии завершить их быстрее, и, таким образом, структура уровня была изменена, а количество контента на этапе было сокращено. Были добавлены сюжетные элементы, чтобы стимулировать игроков продолжать игру. Создание интуитивно понятной и простой схемы управления было важным фактором, поскольку команда разработчиков хотела, чтобы механизм создания коробок была удобной и увлекательной. Команда разработчиков рассматривала возможность реализации многопользовательского режима для BoxBoy!, но позже такая возможность была исключена, поскольку они посчитали, что сделать весёлым игровой опыт одного игрока будет более приоритетной задачей.
Использование чёрно-белой графики было попыткой отличить игру от других и заинтересовать геймеров. Дизайн Qbby, игрового персонажа, появился после того, как появилась идея с использованием коробок. Когда команда разрабатывала визуальный стиль BoxBoy!, команда рассматривала возможность сделать главным героем Кирби, но реализовать круглого персонажа в взаимодействии с квадратными коробками было трудно, в связи с чем они сделали персонажа с квадратным телом, таким же, как и коробки. Qbby были добавлены ноги, чтобы он мог двигаться и прыгать, а также глаза, чтобы игрок мог понять, в каком направлении персонаж двигается. Поскольку Qbby имел простой дизайн, команда сосредоточилась на том, чтобы сделать его анимацию выразительной, чтобы персонаж был привлекательным и имел индивидуальность.
BoxBoy! была издана компанией Nintendo. Игра была выпущена для портативной консоли Nintendo 3DS и попала в продажу через службу дистрибуции eShop в Японии 14 января 2015 года, и 2 апреля 2015 года по всему миру.

### Сиквел
В 2016 году вышло продолжение под названием BoxBoxBoy! для Nintendo 3DS, в которой Qbby может создавать два разноцветных набора коробок одновременно. Игра была анонсирована и выпущена в Японии 6 января 2016 года, и во всём мире 30 июня 2016 года. Третья игра серии под названием Bye-Bye BoxBoy! была выпущена 2017 года. Игра добавляет новые виды коробок, некоторые из которых могу взрываться, а также персонажей-детей, которых необходимо сопроводить до конца этапа невредимыми. Сборник всех трёх игр под названием HakoBoy! Hakozume Box (яп. ハコボーイ！ ハコづめBOX BoxBoy! Stuffed Box), также была выпущена в Японии в тот же день. Сборник также включал в себя саундтрек всех трёх игр, а также фигурку Qbby Amiibo.

## Восприятие
| Сводный рейтинг    | Сводный рейтинг |
| Агрегатор          | Оценка          |
| ------------------ | --------------- |
| GameRankings       | 79,10 %         |
| Metacritic         | 80/100          |
| Иноязычные издания |                 |
| Издание            | Оценка          |
| Eurogamer          | Recommended     |
| Game Informer      | 8,25/10         |
| GameSpot           | 8/10            |
| IGN                | 8,2/10          |
| Nintendo Life      | 6/10            |
| Shacknews          | 8/10            |
| USgamer            | [ 18 ]          |
| VentureBeat        | 80/100          |

В целом BoxBoy! получила положительные отзывы от критиков на основе рецензий на агрегаторе оценок Metacritic.
Некоторые критики подчеркнули, что на первые этапы в BoxBoy! они нашли слишком простыми, и, следовательно, первое впечатление сложилось не самым лучшим образом. Джастин Хейвальд из GameSpot описал простоту начальных этапов игры как «почти отталкивающую» черту. Тем не менее, он ему понравились более сложными этапы, появляющимися по ходу прохождения игры, назвав головоломки «изобретательными», похвалив разумное использование механика использования коробок. Хосе Отеро из IGN похвалил дизайн уровней игры и задачи, поставленные игроку на более поздних этапах игры. Ему также понравилась «щедрая» система контрольных точек игры, отметив, что это было полезно во время прохождения более сложных головоломок. Боб Макки из USgamer отметил, что короткие уровни и частые контрольные точки не делают игру более простой; он сказал, что позволяя игрокам быстро опробовать различные игровые элементы, HAL удалось устранить его разочарование.
Кристиан Донлан из Eurogamer был удивлён большой продолжительностью игры и количеством разнообразия, которое она предложила, учитывая то, что она изначально казалось простой. Он наслаждался игрой и чувствовал, что разделение головоломок на короткие уровни придавало ему удовольствие от игры. Кайл Хиллиард Game Informer также одобрил темп игры. Он отметил, что низкая цена BoxBoy! и хорошо продуманные головоломки заставили Кайла рекомендовать игру в BoxBoy!. Гэвин Грин из VentureBeat согласился с тем, что в игре предлагается много разнообразного контента по низкой цене. Структура игры вызвала некоторую критику со стороны Джона Уолгрена, пишущего для Nintendo Life. Он думал, что игра тратит слишком много времени на обучение новым механикам и не даёт игрокам достаточной свободы для изучения или экспериментов, в результате чего он считал, что игра чувствуется «ограниченно».
По словам некоторых критиков, графическая составляющая BoxBoy! напоминает игры на Game Boy, на что критики реагировали неоднозначно. При этом некоторые критики назвали графику «очаровательной» и «стильной», другие же назвали её «стерильной». Выразительные анимации и милый дизайн персонажей были восприняты критиками положительно.